# Allium wendelboi
Allium wendelboi — вид рослин з родини амарилісових (Amaryllidaceae); ендемік Ірану.

## Поширення
Ендемік західний Ірану.